# 野生動物保護區

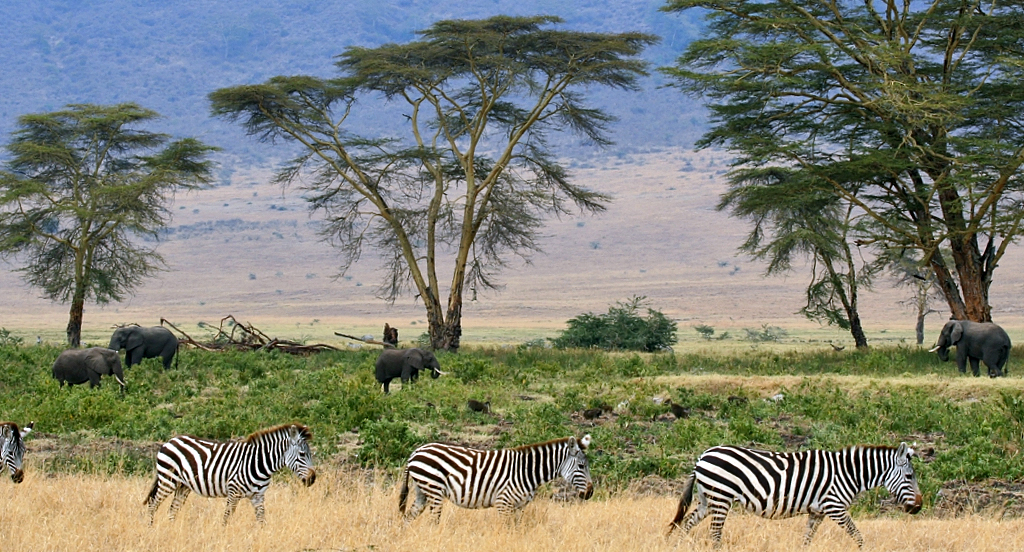
位於坦桑尼亚恩戈罗恩戈罗保护区內的疏林草原

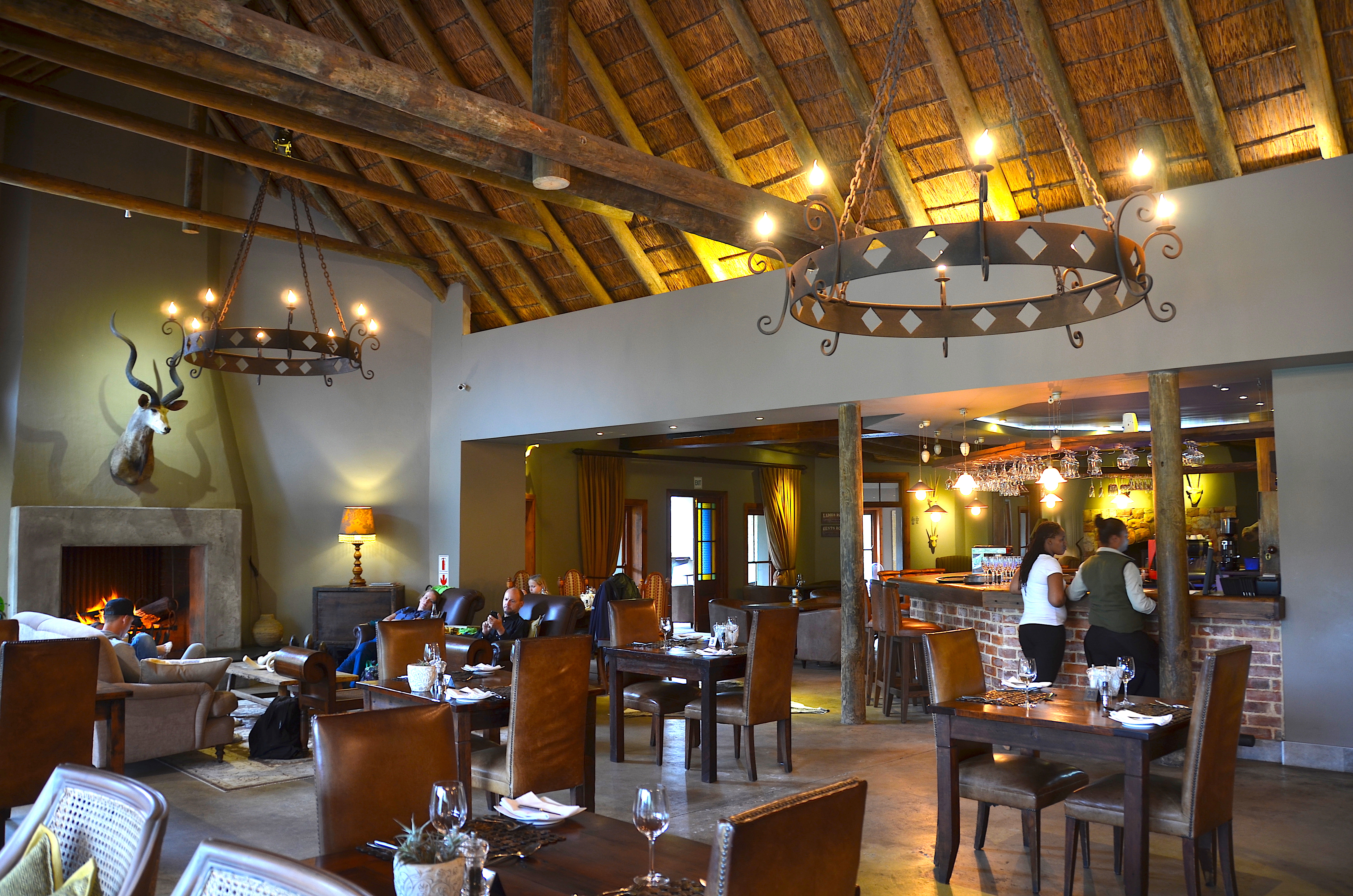
位於南非博利爾斯科普野生動物保護區內的旅舍（2015年）

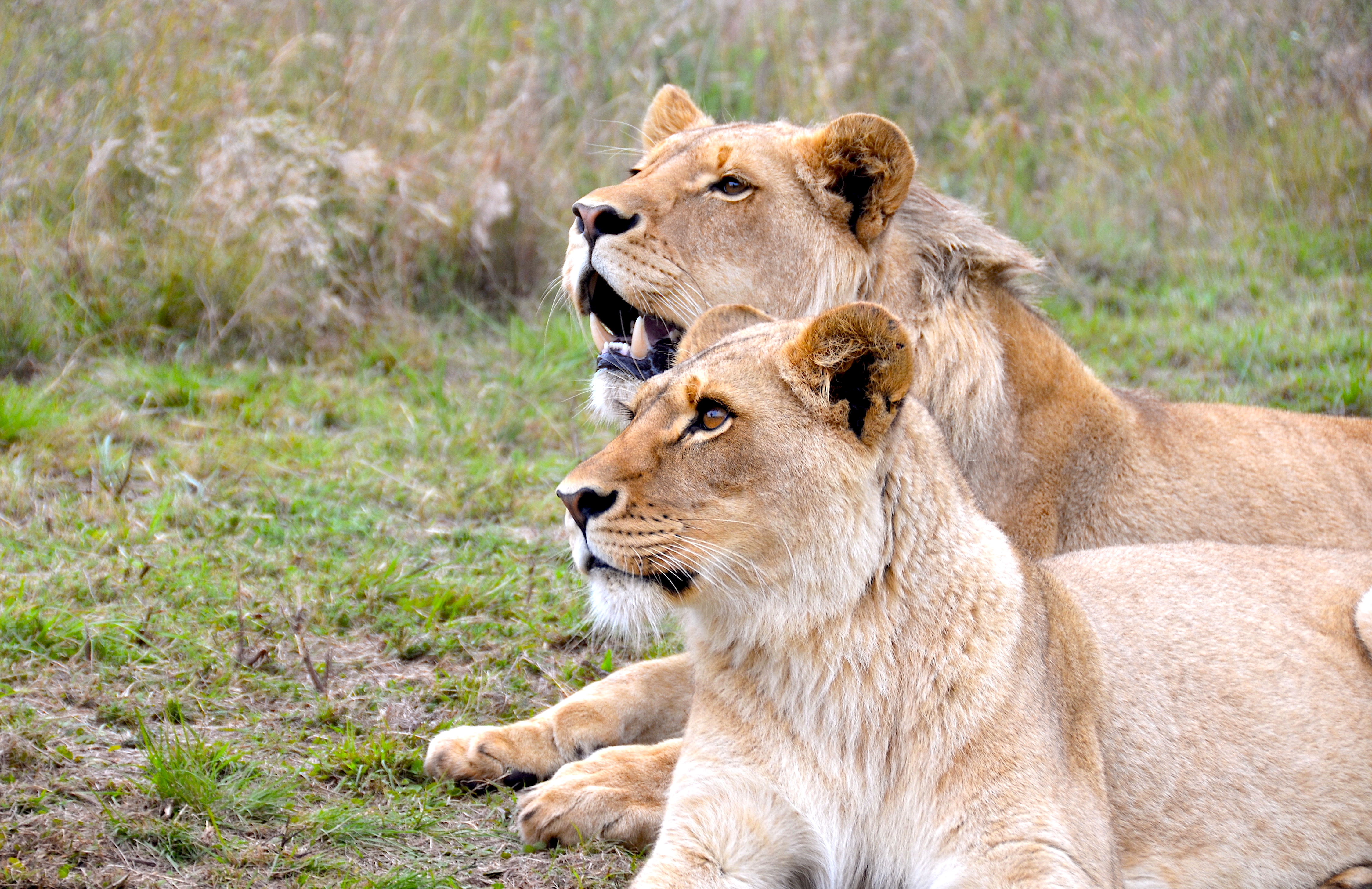
棲息於博利爾斯科普野生動物保護區內的兩頭獅子

野生動物保護區（英語：Game reserve，又稱禁獵區、野生動物公園）是一片讓野生動物能夠平安地棲息，又或透過一種受管控的方式讓遊人為尋開心而捕獵野生動物的廣闊陸地。若果該等保護區禁止狩獵，則可視作一種自然保护区；然而，假若將兩種保護區視作互不相等，野生動物保護區的焦點集中於動物（動物相），而自然保護區則重視區內不同種類的本土生物（諸如植物、動物、真菌類植物等）。
不少野生動物保護區均位於非洲。當中大部份均對外開放，而遊客通常會在區內進行觀光狩獵。在歷史上，非洲最有名的五大狩獵目標計有犀牛、大象、非洲水牛、豹與獅子，合稱「非洲五霸」，因捕獵的難度與潛在危險而得名。
野生動物保護區內的生态系统受到保護，而保護工作在一般而言為重中之重。本地的野生動物在其自身的自然棲息地中生活有助提供一個環境，使得動物族群能以自然速度繁殖與增長。
不少野生動物保護區包含多種生態系統，計由谷地灌木叢草原、疏林草原及弗因博斯，以至河邊森林及相思樹疏林。這種環境對改善當地現存的野生動物物種及在這些環境中成長的許多鳥類物種有一種戲劇性的作用。

## 野生動物保護
對於大多數非洲國家而言，野生动物保护是一種花費甚大的嘗試。野生動物觀賞旅遊（wild life viewing tourism）是其中一種能夠創造收入以建立一種為野生動物保護作準備的可持續經濟之更常見方式。然而，這種吸引力仍未能為政府提供足夠的資金以開展野生動物保護工作。對一些飽受政治及經濟不穩的地區而言，可持續的有獎狩獵（trophy hunting）活動或會成為唯一能提供充足資金來源的可行之策。一旦確立這種方式，有關方面仍需考慮用以狩獵的土地之管理方式。當然，當愈來愈多人在這片土地上進行狩獵活動時，於當地棲息的野生動物亦會愈來愈少，並會在狩獵質素（quality of hunting）方面產生一種壓力。一般而言，為鼓勵狩獵經營者能於有關土地上繼續經營狩獵事業，政府會為該等經營者提供多達數年的特許狩獵租賃權；然而，當狩獵質素下降時，租約年期亦會因而縮短，並會對整體經濟帶來負面影響。
不少非洲國家因基於社區的保護活動而得益。這種概念探索野生動物與人類的關係，以及「保育所有動物並非可持續的方式」的概念（皆因特定動物會對人類性命及農作物構成威脅）。支持該等活動的其中一個最大原因是在於容許人們從激勵保育野生動物之中獲得經濟利益。赞比亚是其中一個在採用該等方法中受惠的國家。贊比亞政府創立了一個野生動物保護基金，負責將狩獵業的資金重新分配予野生動物保護及社區發展。

## 道德問題
利用狩獵野生動物作為一種保育手法引來外界的負面評價，而一些非洲國家亦因而就此強制實行嚴格規限。部份引致禁止狩獵的活動包括困獵、獵殺年輕或罕見動物、自車上獵殺，又或使用誘餌、閃光燈或獵狗。上述的種種狩獵手段均引起不少所謂的道德問題。